# Chủ nghĩa hiện thực

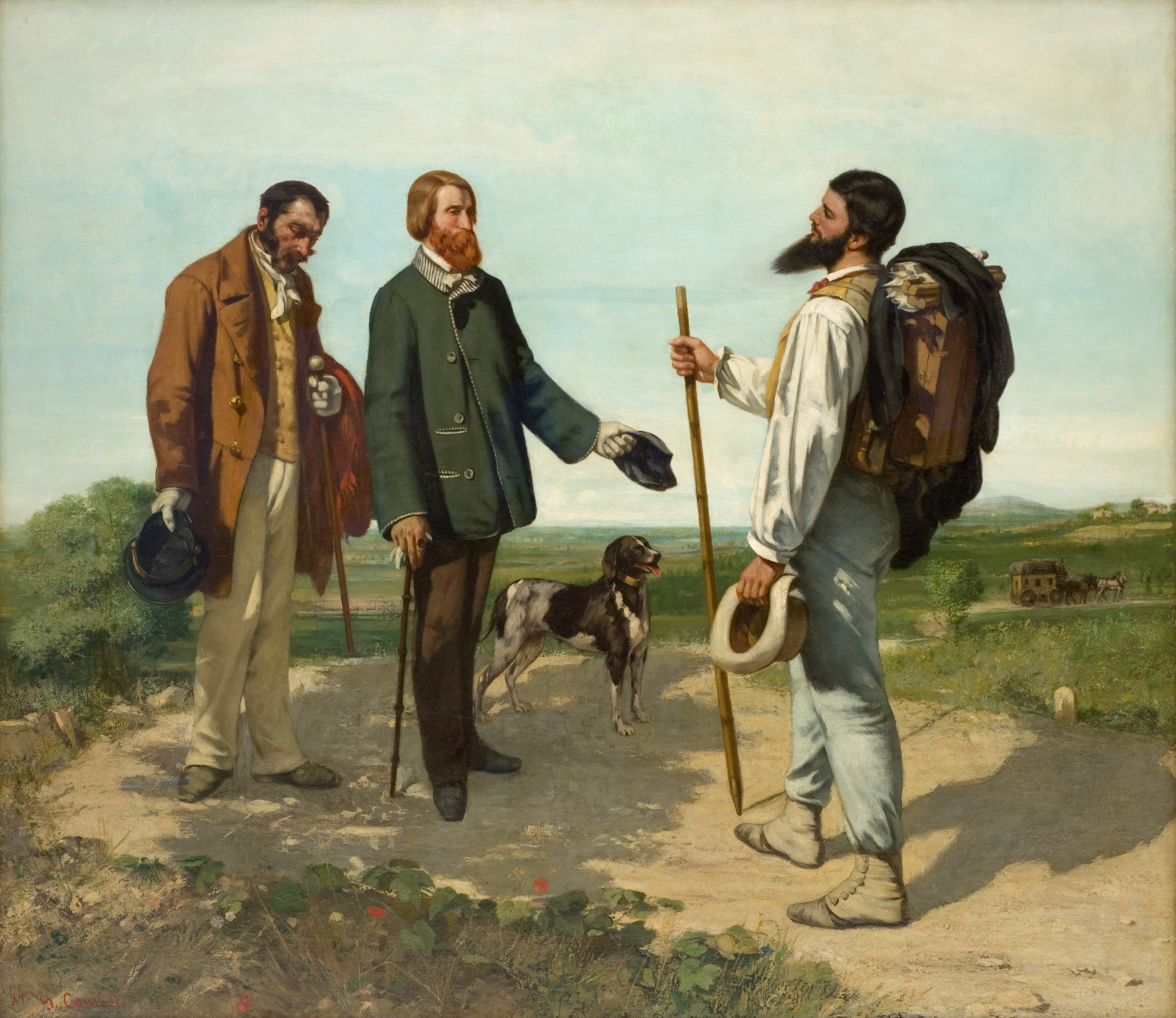
Bonjour, Monsieur Courbet, 1854 của Gustave Courbet.

Chủ nghĩa hiện thực là trào lưu nghệ thuật lấy hiện thực xã hội và những vấn đề có thực của con người làm đối tượng sáng tác. Chủ nghĩa hiện thực hướng tới cung cấp cho công chúng nghệ thuật những bức tranh chân thực, sống động, quen thuộc về cuộc sống, về môi trường xã hội xung quanh. Chủ nghĩa hiện thực né tránh những yếu tố giả tạo không mang vẻ đẹp tự nhiên, tránh những điều hư cấu, tưởng tượng và những yếu tố siêu nhiên
Chủ nghĩa hiện thực đôi khi cũng được sử dụng luân phiên với chủ nghĩa tự nhiên, nhưng chúng không thật sự giống nhau.
Trong văn học, những tác phẩm có tính hiện thực và giá trị hiện thực tồn tại rất lâu trước khi chủ nghĩa này xuất hiện. Thế nhưng chủ nghĩa hiện thực, với tư cách một trào lưu, một phương pháp, chỉ xuất hiện vào thế kỉ 19 ở các quốc gia Pháp, Ý, Anh, Nga, sau đó ảnh hưởng tới các nước khác. Từ "réalisme" xuất hiện lần đầu tiên ở Pháp vào năm 1826 trên tạp chí Mercure de France, do nhà phê bình Champfleury sử dụng. Với hội họa, Pháp cũng chính là nơi ra đời của hội họa hiện thực. Trong suốt thế kỷ 18 và 19, Pháp là trung tâm về nhiều mặt: xã hội, chính trị, văn hóa... Dù nhiều xu hướng hội họa liên tiếp ra đời, chủ đề chính vẫn là tôn giáo, lịch sử, thần thoại với lối vẽ kinh điển. Gustave Courbet đã xuất hiện và tổ chức cuộc triển lãm mang tên Chủ nghĩa hiện thực của Gustave Courbet 1819 - 1877 vào năm 1855 tại Paris. Ông chính là người đại diện cho hội họa hiện thực. Nghệ thuật của Courbet đã hưởng đến các họa sĩ lớp sau và họ đã đi những bước đầu tiên để lập nên nền tảng cho hội họa hiện đại sau này.